# Liebau-Preis
Der Waltrude-und-Friedrich-Liebau-Preis zur Förderung der Interdisziplinarität in der Kristallographie wird von der Deutschen Gesellschaft für Kristallographie stellvertretend für die Waltrude und Friedrich Liebau Stiftung zur Förderung der Interdisziplinarität der Kristallographie vergeben. Der Preis wird in unregelmäßigen Abständen für Arbeiten vergeben, welche die Verknüpfung der Kristallographie mit anderen Disziplinen deutlich machen.

## Preisträger
- 2010: Harry Müller
- 2019: Sebastian Bette
- 2020: Julian Voss-Andreae
- 2021: Gilberto Artioli
- 2022: Juan Manuel García-Ruiz
- 2025: Maja Klevanski[1]